# A nemzetiszocialista Németország kormánya
A nemzetiszocialista Németország kormánya (röviden náci Németország kormánya; hivatalosan a Német Birodalom kormánya) Adolf Hitler és a náci párt által irányított totalitárius diktatúra volt. A náci Németország 1933 januárjában jött létre, amikor Adolf Hitlert Németország kancellárjává választották. Hatalomra kerülése után Hitler a felhatalmazási törvénnyel felhatalmazta magát és rezsimjét arra, hogy a Reichstag vagy a birodalmi elnök bevonása nélkül hozzon és hajtson végre törvényeket. A kormány végül de facto Németország 1945. május 8-i, második világháborús megadásával, de jure pedig a Berlini Nyilatkozattal mondott le 1945. június 5-én.
A Weimari köztársaság kormányának utódjaként örökölte az előző állam kormányzati struktúráját és intézményeit. Bár a weimari alkotmány technikailag a német kapitulációig érvényben maradt, az államhatalom gyakorlásának tényleges korlátozása nem volt. A már létező weimari kormány mellett a náci vezetés számos különböző szervezetet hozott létre azzal a céllal, hogy segítse őket a kormányzásban és a hatalomban maradásban. Újrafegyverkezési politikát folytattak és megerősítették a Wehrmachtot, kiterjedt nemzetbiztonsági apparátust hoztak létre, és létrehozták a Waffen-SS-t, a Schutzstaffel (SS) harci ágát.

## AFührerés a miniszterek
1933. január 30-án Paul von Hindenburg birodalmi elnök kinevezte Hitlert Németország kancellárjává. Ezt az eseményt Machtergreifungnak (hatalom megszerzésének) nevezik. A következő hónapokban a náci párt a Gleichschaltung (koordináció) nevű eljárást alkalmazta, hogy az élet minden területét gyorsan a párt ellenőrzése alá vonja. Minden civil szervezet, beleértve a mezőgazdasági csoportokat, önkéntes szervezeteket és sportklubokat is, náci szimpatizánsokra vagy párttagokra cserélték. 1933 júliusára az összes többi politikai pártot betiltották vagy feloszlatták, és a Pártalakítás Elleni Törvény a nácikat nyilvánította az egyetlen legális pártnak. Gyakorlatilag az egyetlen olyan szervezet, amelyet nem az NSDAP ellenőriz, a hadsereg és az egyházak voltak. Amikor Hindenburg elnök 1934 augusztusában meghalt, a Német Birodalom államfőjéről szóló törvény egyesítette a birodalmi elnök és a kancellár hivatalát, és Hitlerre ruházta át, aki így egyben kormányfő, államfő és a fegyveres erők főparancsnoka is lett. Ezt a titulust Führernek nevezzük. 1939-re minden közszolgálati tisztviselő számára kötelező volt a párttagság. Hitler a Führerprinzip érvényesítésével autokratikusan kormányozta Németországot, amely minden beosztottat feltétlen engedelmességére szólított fel. A kormányzati struktúrát piramisnak tekintette, csúcsán önmagával. A párt rangját nem választások határozták meg; az állásokat kinevezéssel a magasabb rangúak töltötték be. A náci párt a goebbelsi propagandát használta fel, hogy személyi kultuszt alakítson ki Hitler körül.
A legfelsőbb tisztviselők jelentették Hitlernek, és követték politikáját, de jelentős autonómiával rendelkeztek. A tisztviselőktől azt várták, hogy "a Führer érdekében dolgozzanak". Gyakran halogatta a döntéshozatalt, kerülte az egyértelmű delegálást, és lehetővé tette a beosztottak egymás közötti versenyét, különösen a háború előtti években. A kormány nem koordinált, együttműködő testület , sokkal inkább a pártelit tagjai által vezetett, a hatalom megszerzéséért és a Führer tetszésének elnyeréséért küzdő frakciók szervezetlen gyűjteménye volt.
Kialakult az a kormányzati rendszer, hogy a vezető náci tisztviselőket arra kényszerítették, hogy Hitler beszédeit, megjegyzéseit és írásait a kormány politikájáról értelmezzék, és ezeket programokká és törvényjavaslatokká alakítsák. Hitler jellemzően nem adott írásos parancsot; ehelyett szóban közölte, vagy közeli munkatársán, Martin Bormannon keresztül közvetítette őket. Bormannt bízta meg a papírmunkával, a kinevezésekkel és a személyes pénzügyekkel; Bormann pozícióját felhasználta az információáramlás és Hitlerhez való hozzáférés szabályozására. Hitler kabinetje 1938 után soha nem ülésezett, és minisztereinek elvette a kedvét attól, hogy külön-külön találkozzanak.
Hitler vezetési stílusa az volt, hogy egymásnak ellentmondó parancsokat adott beosztottainak, és olyan pozíciókba helyezte őket, ahol feladataik és felelősségeik átfedésben voltak másokéival, hogy "az erősebb végezze el a munkát". Ily módon Hitler bizalmatlanságot, versenyt és belharcot szított alárendeltjei között, hogy megszilárdítsa és maximalizálja saját hatalmát.
A folyamat lehetővé tette a gátlástalanabb és ambiciózusabb nácik számára, hogy megússzák Hitler ideológiájának radikálisabb és szélsőségesebb elemeit, mint például az antiszemitizmust, és ezzel politikai tetszést nyertek. Ezt Joseph Goebbels hatékony propagandagépezete védte, amely Hitlert hősies és tévedhetetlen vezetőként ábrázolta.
1941 júniusa után, a második világháború előrehaladtával Hitlert katonai kérdések foglalkoztatták, és ideje nagy részét a keleti fronton lévő katonai főhadiszállásán töltötte. Ez arra késztette Hitlert, hogy egyre inkább Bormannra támaszkodjon az ország belpolitikájának kezelésében. 1943. április 12-én Hitler hivatalosan kinevezte Bormannt a Führer személyi titkárává. Ekkor Bormann már de facto irányított minden belpolitikai ügyet, és ez az új kinevezés felhatalmazást adott neki, hogy bármilyen ügyben hatósági minőségben (de jure) járjon el.
A történelmi vélemények megoszlanak az "intencionalisták" között, akik úgy vélik, hogy Hitler ezt a rendszert úgy hozta létre, mint az egyetlen eszközt, amellyel biztosítható mind támogatói teljes lojalitása és odaadása, mind pedig az összeesküvés lehetetlensége; és a "strukturalisták", akik azt hiszik, hogy a rendszer magától fejlődött, és korlátozta Hitler totalitárius hatalmát.

## Kormányok
| #  | Kormány          | Kancellár | Kancellár                                                 | Megalakulása      | Feloszlása                                           | Időtartam        | Pártok     | Pártok |
| -- | ---------------- | --------- | --------------------------------------------------------- | ----------------- | ---------------------------------------------------- | ---------------- | ---------- | ------ |
| 1. | Hitler-kormány   |           | Führer Adolf Hitler                                       | 1933. január 30.  | 1945. április 30.                                    | 12 év és 3 hónap | NSDAP DNVP |        |
| 2. | Goebbels-kormány |           | Reichsleiter dr. Joseph Goebbels                          | 1945. április 30. | 1945. május 2.                                       | 3 nap            | NSDAP      |        |
| 3. | Dönitz-kormány   |           | Lutz von Krosigk, Schwerin grófja (mint vezető miniszter) | 1945. május 2.    | 1945. május 23. (de facto) 1945. június 5. (de jure) | —                | NSDAP      |        |

## Minisztériumok
- Külügyminisztérium (Konstantin von Neurath, Joachim von Ribbentrop)
- Belügyminisztérium (Wilhelm Frick, Heinrich Himmler)
- Pénzügyminisztérium (Lutz Schwerin von Krosigk)
- Igazságügyi Minisztérium (Franz Gürtner, Franz Schlegelberger, Otto Georg Thierack)
- Honvédelmi Minisztérium (Werner von Blomberg)
- Gazdasági Minisztérium (Hjalmar Schacht, Hermann Göring, Walther Funk)
- Élelmiszerügyi- és Mezőgazdasági Minisztérium (Richard Walther Darré, Herbert Backe)
- Munkaügyi Minisztérium (Franz Seldte)
- Postaügyi Minisztérium (Paul Freiherr von Eltz-Rübenach, Wilhelm Ohnesorge)
- Közlekedési Minisztérium (Paul Freiherr von Eltz-Rübenach, Julius Dorpmüller)
  - Óceáni Navigációs Bizottság (Karl Kaufmann)
- Információ- és Propagandaminisztérium (Joseph Goebbels)
- Légügyi Minisztérium (Hermann Göring)
- Tudományos, Oktatási és Kulturális Minisztérium (Bernhard Rust)
- Egyházügyi Minisztérium (Hanns Kerrl)
- Fegyverzeti és Haditermelési Minisztérium (Fritz Todt, Albert Speer)
- A megszállt keleti területek minisztériuma (Alfred Rosenberg)
- Tárca nélküli miniszterek (Hermann Göring, Ernst Röhm, Rudolf Hess, Hanns Kerrl, Hans Frank, Hjalmar Schacht, Hans Lammers, Konstantin von Neurath, Arthur Seyss-Inquart, Wilhelm Frick és Konstantin Hierl)

## Fordítás
Ez a szócikk részben vagy egészben  a   Government of Nazi Germany című angol Wikipédia-szócikk fordításán alapul.  Az eredeti cikk szerkesztőit annak laptörténete sorolja fel. Ez a jelzés csupán a megfogalmazás eredetét és a szerzői jogokat jelzi, nem szolgál a cikkben szereplő információk forrásmegjelöléseként.